# Ктив хасер
Ктив хасе́р (ивр. כְּתִיב חָסֵר‎) и ктив мале́ (ивр. כְּתִיב מָלֵא‎ полное письмо; также ктив хаса́р нику́д письмо без огласовок) — два варианта орфографии иврита.
В наше время в Израиле используются оба варианта правописания.
- Огласованное правописание (с никудом), которое употребляется в текстах Библии и молитвенниках, в поэзии, в большинстве словарей, в книгах и газетах для детей и новых репатриантов, а также при написании имён библейского происхождения (שלמה, יעקב, כהן). Иногда применяются огласовки для необходимости точно обозначить гласные в имени собственном, редком или иностранном слове или во избежание двусмысленности.
- Неогласованное правописание (без нику́да) с широким применением «имот криа» (матрес лекционис), которое восходит к традиционному «ктив мале» мишнаитской и средневековой еврейской письменности[1].

## Ктив хасер
В ктив хасер используется написание текста, которое обычно используется в огласованной версии (с никудом), но без огласовок. В этом случае читатель определяет произношение слова (в случае чтения омографов) по контексту.

## Ктив мале
Правописание «ктив мале» (или «ктив хасар никуд»), использующее «имот криа» для облегчения чтения в отсутствие огласовок, развилось в Средние века (хронологически раньше изобретения огласовок) и не было упорядоченным. В 1970 г. Академия языка иврит приняла стандарт правил для этого правописания, призванный упорядочить и рационализировать этот вид письма. В 2017 году Академия опубликовала поправки к нему.
Основные правила:
- Для звуков [o] и [u] используется буква вав (с некоторыми исключениями)
- Для звука [i] (и, реже, для [e]) используется буква йуд (с некоторыми исключениями)
- Вав, когда он означает согласный звук, удваивается в ряде случаев
- Йуд, когда он означает согласный звук, удваивается в ряде случаев

Например:
- огласованное написание: כֻּתֹּנֶת [kutónet] рубашка > неогласованное написание: כותונת (добавлены вавы для звуков [u] и [o])
- огласованное написание: לִבּוֹ [libó] его сердце > неогласованное написание: ליבו (добавлен йод для звука [i])
- огласованное написание: שָׁוֶה [šavé] равный > неогласованное написание: שווה (вав в середине слова удвоен, чтобы указать на чтение [v])
- огласованное написание: תַּיָּר [tayár] турист > неогласованное написание: תייר (йод в середине слова удвоен, чтобы указать на чтение [y])